# 高圧エアブラスト
高圧エアブラスト（こうあつエアブラスト）とは、1.0メガパスカル (MPa) 以上の圧力の空気を使用してブラストを行う技術及び装置のこと。
使用する圧力は、欧米では1.2 MPaを超える場合もある。日本ではコンプレッサーの吐出圧力が海外150PSI(1.03MPa)に比べて低くく
、
0.6 MPa近辺の圧縮空気を使用したブラスト作業が主流である。
特に重要なことは、ブラストノズルでの圧力が重要であり、タンクのゲージ圧力の値が高いことと、ブラストの効果はイコールではない。高圧ブラストの目的は、ブラストホースを延長した場合にもできるだけ、効率の良いブラストノズルでの圧力を維持するための手段である。

## エアブラストとは
エアブラストもしくは、エアーブラストと呼ばれている表面処理を行う工法、装置。海外では、abrasive blast cleaning （アブレッシブ・ブラスト・クリーニング） もしくはabrasive blasting （アブレッシブ・ブラステイング）と言うのが通常で、air blast と表記すると発破の工法と認識されてしまうので注意しなければならない。

## エアブラストの噴射方式
エアブラストには、乾式と湿式の2種類がある。乾式エアブラストは噴射方式の違いにより、直圧式、吸引（サイフォン）式、ブロアー式の3種類がある。湿式に於いても直圧式を採用しているものもある。
この中で、高圧エアブラストに相当するものは、直圧式エアブラストである。
ISO 8504-1: 2000, ISO 8504-2: 2000 Abrasive blast-cleaning methods 及び、JIS Z 0310には、乾式エアーブラスト 記号DAと定義されている。
ISO 8504-2には、エアブラストの説明に上記の直圧式、サイフォン式の説明はされているが分類はされていない。ISO 8504-2には、ブロアー式の説明はされていない。
JIS Z 0310には、エアブラストの説明に上記の直圧式、サイフォン式、ブロアー式の噴射原理の違いによる説明及び分類はされていない。
日本では、以前はサンドブラストと呼ばれていたが、現在JIS Z 0310では、エアーブラストと記載されている。海外では主に abrasive blasting と呼ばれている。

## 直圧式エアブラスト
原理　

直圧式エアブラスト機は、空気の圧縮性と噴流及びノズルの性質を利用して流れを固気二相流体として扱う。具体的には、研削材を圧力容器に投入する。そしてエアコンプレッサーにより圧縮された空気を前述の圧力容器に充填する。この圧力容器のことをブラストタンクと呼ぶ。ブラストタンクは日本国内では40リッター以上の場合、第二種圧力容器とみなされる。ブラストタンクにはブラストバルブ（研削材混合バルブ）とエアバルブ（空気加速バルブ）が付いており、その接続先はブラストホースとブラストノズルになっている。一般的に、使用圧力は、0.1〜1.2 Mpaである。エアバルブとブラストバルブを開くことにより、タンク内で圧縮空気により加圧された研削材がブラストバルブ→ブラストホース→ブラストノズル→大気圧側へと流れる。更に加速エアとしてジョイントホースを通じて圧縮空気が流れるのでサンドバルブ内は負圧を生じ研削材を引き寄せブラストバルブ内に流入し、最終的にブラストノズルで圧縮空気を、音速を超える速度まで一気に加速させる。この時ブラストノズル出口においてラバール型ブラストノズル（ラバール・ノズル）を採用した場合500m/s以上の空気速度に到達している。最終的に研削材はブラストノズルから圧縮空気とともに“噴流”として放出される。これが原理である。“噴流”は技術用語でタンク内から差圧のあるエリアへ空気が放出される現象を言うので、ブラスト装置は“噴流”を利用した装置である。ブラストノズルから圧縮空気の噴流とともに加速された研削材は被研削面へ衝突し、そのエネルギーで研削処理を行うことをブラスト処理という。ブラストノズルの設計が適切なものを選定し、ブラストホース及びエアコンプレッサーの設定が適切であれば、この直圧式エアブラスト装置が最も乾式ブラスト装置の中で高速で粒子を噴射できる方式である。また研削材の材質、形状、比重に関係なく噴射可能である。

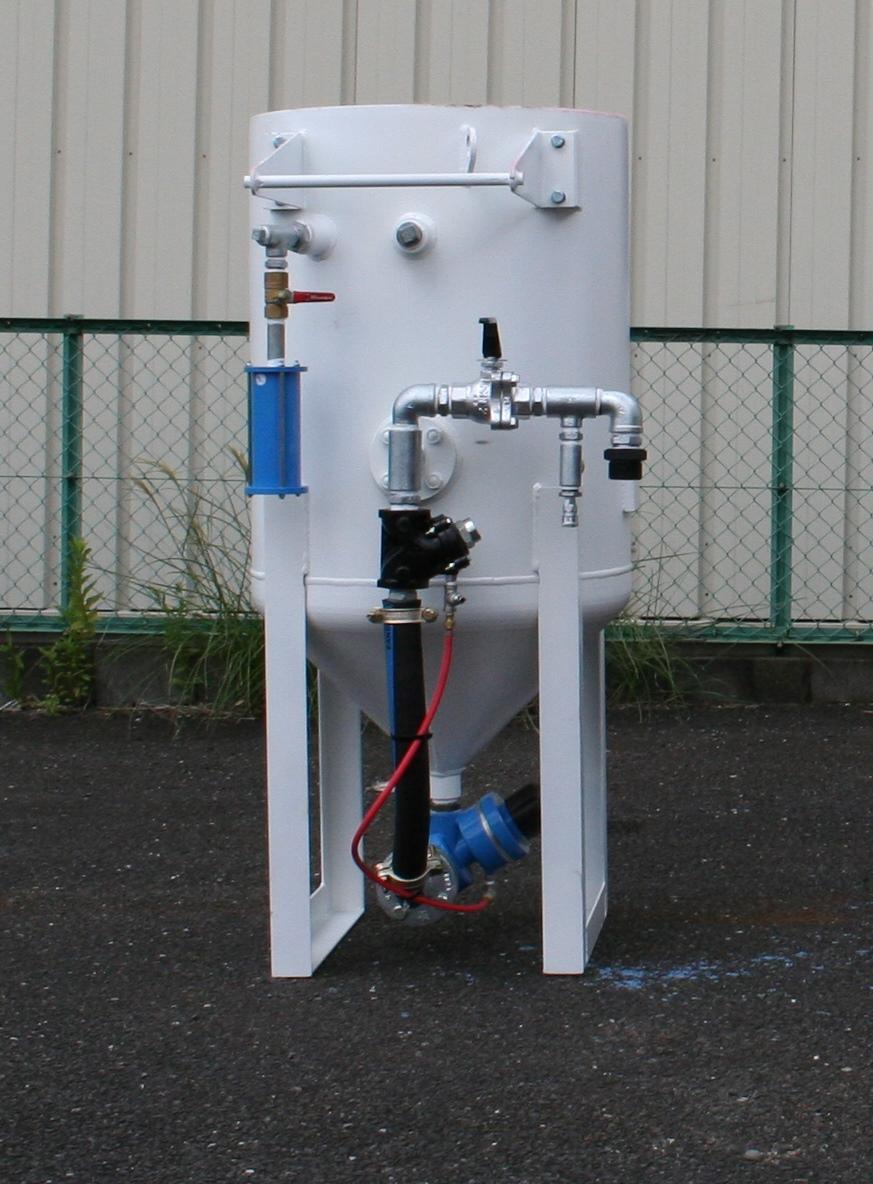
air blasting pot